# HMS Royal George
El HMS Royal George va ser un dels sis primers vaixells de línia construïts per la Royal Navy entre 1750 i 1790. El Royal George estava destinat a rebre el nom de Royal Anne el 1746, però com que és un gran vaixell va ser anomenat com el rei regent en aquells dies.

## Historial
Encarregat el 1746, poc abans de començar la Guerra dels Set Anys, passà gairebé tot aquest període en el bloqueig de Brest. El 20 de novembre de 1759, era el vaixell insígnia de l'almirall Hawke quan l'esquadra britànica va sortir d'aquest destí i va tornar del seu refugi de Torbay per enfrontar-se a 21 vaixells de la línia francesa sota les ordres del vicealmirall comte de Conflans. Els francesos van intentar tornar a Brest, però Hawke els va seguir fins a la badia de Quiberon i els va obligar a lluitar. El Royal George atacà el Solei Royal, vaixell insígnia francès de 80 canons, i va enfonsar el Superbe, que es va interposar davant el Royal George, en un demolidor atac.
Atracat després de la guerra i posat en servei de nou el 1778, quan l'almirall Sir Rodney el va utilitzar al port de Gibraltar, on va capturar dos combois espanyols. Va estar en servei actiu fins al 29 d'agost de 1782. Durant aquell dia, quan se'l feia escorar deliberadament per a reparar l'entrada de la bomba d'aigua a Spithead, va escorar massa i, entrant-li aigua per les troneres dels canons inferiors, es va enfonsar, fet que va provocar l'ofegament d'unes 800 persones, entre ells 300 dones i 60 nens que estaven visitant-lo en aquell moment. Més tard, es van rescatar 30 canons del Royal George, però les restes del naufragi van romandre enfonsades tota la dècada del 1840, amb el consegüent perill per a la navegació. L'any 1843 les darreres restes foren eliminades i es declarà l'indret apte per a la navegació.